# Stefan Pot
Stefan Pot (Bijeljina, 15 juli 1994) is een Bosnisch-Kroatisch-Servisch basketballer.

## Carrière
Pot begon zijn carrière in 2009 bij KK Spartak Subotica waar hij na een seizoen vertrekt. Hij tekende in 2010 bij KK Novi Sad waar hij ook een seizoen speelde. Hij speelde van 2012 tot 2014 voor de Servische club KK Vojvodina Srbijagas. Hierna verliet hij de Servische competitie en tekende in januari 2015 in Roemenië bij CSU Ploiești. Hij keerde in 2015 terug naar de Servische competitie en tekende bij KK Metalac Valjevo die hij in oktober 2015 verliet.
Hij tekende daarna voor KK Mladost Zemun waar hij tot in 2016 speelde. Voor het seizoen 2016/17 tekende hij bij de Servische topclub KK Partizan en speelde er een seizoen. Tussen 2017 en 2020 speelde hij drie seizoenen voor KK FMP. In het seizoen 2020/21 speelde hij voor het Bosnische KK Igokea waar hij een seizoen speelde. Hij speelde twee seizoenen voor het Hongaarse Falco KC Szombathely waarmee hij tweemaal landskampioen werd.
In november 2024 tekende hij bij de Belgische eersteklasser Antwerp Giants.

### Nationale ploeg
In 2020 speelde hij enkele kwalificatiewedstrijden voor de Servische nationale ploeg.

## Erelijst
- Roemeens landskampioen: 2015
- Bosnisch bekerwinnaar: 2021
- Hongaars bekerwinnaar: 2023
- Hongaars landskampioen: 2023, 2024